# Élections municipales de 1892 dans la Somme
Les élections municipales ont eu lieu les 1er et 8 mai 1892 dans la Somme.

## Maires sortants et maires élus
Les maires élus à la suite des élections municipales dans les communes de plus de 2 000 habitants :
| Commune                | Population | Maire sortant           | Opinion | Opinion  | Maire élu               | Opinion | Opinion  |
| ---------------------- | ---------- | ----------------------- | ------- | -------- | ----------------------- | ------- | -------- |
| Abbeville              | 19 851     | Alfred François*        |         | Rép.     | Alexandre de Poilly     |         | Rép.     |
| Albert                 | 6 169      | Auguste Soufflet        |         | Rad.     | Auguste Soufflet        |         | Rad.     |
| Amiens                 | 83 654     | Frédéric Petit          |         | Rad-soc. | Frédéric Petit          |         | Rad-soc. |
| Beauquesne             | 2 402      | Jean-Baptiste Lagrange  |         | Rép.     | Jean-Baptiste Lagrange  |         | Rép.     |
| Beauval                | 3 709      | Édouard Carpentier      |         | Rép.     | Édouard Carpentier      |         | Rép.     |
| Cayeux-sur-Mer         | 3 317      | Armand Gambier          |         | Cons.    | Gaston Rodrigues        |         | Rép.     |
| Corbie                 | 4 782      | Léon Curé               |         | Rép.     | Léon Curé               |         | Rép.     |
| Le Crotoy              | 2 041      | Désiré Grognet-Gourlain |         | Rép.     | Désiré Grognet-Gourlain |         | Rép.     |
| Doullens               | 4 631      | Victor Sydenham*        |         | Libéral  | Albert Rousé            |         | Rad.     |
| Flixecourt             | 2 386      | Charles Catel           |         | Rép.     | Charles Catel           |         | Rép.     |
| Friville-Escarbotin    | 2 448      | Hubert Acoulon          |         | Rép.     | Hubert Acoulon          |         | Rép.     |
| Gamaches               | 2 220      | François Lefèvre        |         | Cons.    | Amand Caville           |         | Rad.     |
| Hallencourt            | 2 080      | Jules Deneux            |         | Libéral  | Jules Deneux            |         | Libéral  |
| Ham                    | 3 082      | Achille Bernot          |         | Rép.]    | Achille Bernot          |         | Rép.     |
| Montdidier             | 4 617      | François Raviart*       |         | Rép.     | Georges Richard         |         | Rad.     |
| Moreuil                | 3 293      | Sauveur Lemaître *      |         | Rép.     | Victor Gaillard         |         | Rad.     |
| Nesle                  | 2 393      | Adrien Obry *           |         | Rép.     | Gustave Lemaire         |         | Rép.     |
| Péronne                | 4 746      | Gontran Gonnet          |         | Rép.     | Gontran Gonnet          |         | Rép.     |
| Rosières-en-Santerre   | 2 648      | Jules Thiébaud          |         | Rad.     | Jules Thiébaud          |         | Rad.     |
| Roye                   | 3 931      | Élie Vasseur            |         | Rép.     | Élie Vasseur            |         | Rép.     |
| Rue                    | 2 826      | Eugène Béthouart        |         | Rép.     | Eugène Béthouart        |         | Rép.     |
| Saint-Ouen             | 2 342      | Eugène Sévin            |         | Rad.     | Eugène Sévin            |         | Rad.     |
| Saint-Valery-sur-Somme | 3 541      | Ernest Houdant          |         | Cons.    | Ernest Houdant          |         | Cons.    |
| Vignacourt             | 2 851      | Oscar Queste            |         | Libéral  | Oscar Queste            |         | Libéral  |
| Villers-Bretonneux     | 5 625      | Ernest Dieu             |         | Rép.     | Ernest Dieu             |         | Rép.     |
| * Ne se représente pas |            |                         |         |          |                         |         |          |

### Résultats en nombre de mairies
| Opinions     | Opinions                   | Maires sortants | Maires élus | Évolution     |
| ------------ | -------------------------- | --------------- | ----------- | ------------- |
|              | Républicains opportunistes | 15              | 14          | 1             |
|              | Union libérale             | 3               | 2           | 1             |
| Total centre | Total centre               | 18              | 16          | 2             |
|              | Républicains radicaux      | 3               | 7           | 4             |
|              | Radicaux-socialistes       | 1               | 1           | en stagnation |
| Total gauche | Total gauche               | 4               | 8           | 34            |
|              | Conservateurs              | 3               | 1           | 2             |
| Total droite | Total droite               | 3               | 1           | 2             |
| Total        | Total                      | 25              | 25          |               |

## Résultats
L'élection des conseillers municipaux étant au scrutin majoritaire plurinominal sous la IIIe République, les résultats indiqués ci-dessous représentent le nombre moyen de voix par liste,.

### Amiens
Maire sortant : Frédéric Petit (Radical-socialiste) depuis 1884.
36 sièges à pourvoir
| Tête de liste                      | Tête de liste    | Liste                  | Premier tour | Premier tour | Premier tour | Second tour | Second tour | Second tour | Sièges |  |
| Tête de liste                      | Tête de liste    | Liste                  | Voix         | %            | Élus         | Voix        | %           | Élus        | CM     |  |
| ---------------------------------- | ---------------- | ---------------------- | ------------ | ------------ | ------------ | ----------- | ----------- | ----------- | ------ |  |
|                                    | Frédéric Petit * | Rad-soc. - Rad. - Rép. | 8 982        | 59,00        | 35           | 7 856       | 59,63       | 1           | 36     |  |
| Liste républicaine                 |                  |                        | 8 982        | 59,00        | 35           | 7 856       | 59,63       | 1           | 36     |  |
|                                    | Adéodat Lefebvre | Cons.                  | 4 334        | 28,47        | 0            | 5 236       | 39,74       | 0           | 0      |  |
|                                    | M. Véchart       | SI                     | 2 429        | 15,96        | 0            |             |             |             |        |  |
| Liste de la Concentration ouvrière |                  |                        | 2 429        | 15,96        | 0            |             |             |             |        |  |
|                                    | M. Allibert      | Candidat isolé         | 882          | 5,79         | 0            |             |             |             |        |  |
|                                    | Louis Braut      | POF                    | 870          | 5,72         | 0            |             |             |             |        |  |
| Liste de l'Union socialiste        |                  |                        | 870          | 5,72         | 0            |             |             |             |        |  |
|                                    |                  |                        |              |              |              |             |             |             |        |  |
| Inscrits                           | Inscrits         | Inscrits               | 21 251       | 100,00       |              | 21 251      | 100,00      |             |        |  |
| Abstentions                        | Abstentions      | Abstentions            | 5 815        | 27,36        | 7 810        | 36,75       |             |             |        |  |
| Votants                            | Votants          | Votants                | 15 436       | 72,64        | 13 441       | 63,25       |             |             |        |  |
| Blancs et nuls                     | Blancs et nuls   | Blancs et nuls         | 213          | 1,38         | 266          | 1,98        |             |             |        |  |
| Exprimés                           | Exprimés         | Exprimés               | 15 223       | 98,62        | 13 175       | 98,02       |             |             |        |  |
| * Maire sortant                    |                  |                        |              |              |              |             |             |             |        |  |

Maire élu : Frédéric Petit (Radical-socialiste)